# Процько Ігор Мирославович
І́гор Миросла́вович Процько — доброволець Збройних Сил України, учасник АТО з 2014 по 2016 роки та широкомасштабної російсько-української війни з 2022 року.

## Нагороди
За особисту мужність і героїзм, виявлені у захисті державного суверенітету та територіальної цілісності України, вірність військовій присязі, відзначений — нагороджений
- 20 січня 2015 року — нагрудним знаком МВС НГУ «За відвагу в службі»
- 27 червня 2015 року — орденом «За мужність» III ступеня
- 8 жовтня 2015 року — медаль УПЦ (КП) «За жертовність і любов до України»
- 10 листопада 2022 року —медаль «Учасника територіальної оборони України»